# 真野清以志
真野 清以志（まの せいし、1936年8月4日 - 2018年1月1日）は、日本の経営者。上新電機社長を務めた。大阪府堺市出身。

## 経歴
1959年に大阪大学法学部を卒業し、同年に南海電気鉄道に入社。1962年4月に大阪ナショナル電化製品販売に転じ、1965年4月に大阪ナショナル中央販売社長を経て、1974年2月から1986年3月までに大阪ナショナル商事社長を務めた。1986年5月から1991年1月までに上新電機社長を務めた。
2018年1月1日肺炎のために死去。81歳没。